# Sauviac (Gironda)
Sauviac é uma comuna francesa na região administrativa da Nova Aquitânia, no departamento da Gironda. Estende-se por uma área de 11 km². Em 2010 a comuna tinha 338 habitantes (densidade: 30,7 hab./km²).